# تاج أباد يك (مشيز بردسير)
تاج أباد يك (بالإنجليزية: Tajabad-e Yek, Bardsir)‏ هي مستوطنة تقع في إيران في كرمان. يقدر عدد سكانها بـ 52 نسمة .